# Taranto FC 1927
Taranto Football Club 1927 ist ein italienischer Fußballverein aus Tarent, einer Stadt aus der Region Apulien. Die Vereinsfarben sind Rot und Blau. Als Stadion dient dem Verein das Stadio Erasmo Iacovone in Tarent.

## Geschichte

### Die Anfänge
Der Verein entstand im Jahr 1927 aus einer Fusion der beiden Vereine U.S. Pro Italia und Audace Foot Ball Club und nahm in der Spielzeit 1927/28 erstmals an einem regulären Ligabetrieb teil. Die Mannschaft stieg unter dem Namen A.S. Taranto in die Prima Divisione – damals entsprach dies der zweithöchsten Ligastufe – im Girone D ein und platzierte sich auf dem fünften Rang in der mit acht Mannschaften ausgetragenen Gruppe. Dies hatte den Abstieg in das Campionato Meridionale zur Folge, dass in der Saison 1928/29 in vier Gruppen ausgetragen wurde, wobei die Anzahl der Vereine zwischen sechs und zwölf Clubs schwankte. Als Gewinner des Girone C nahm die Mannschaft an den Finalspielen der Meisterschaft teil und verlor in zwei Partien gegen die US Lecce. Zur folgenden Spielzeit nahm der Verein am Spielbetrieb der inzwischen drittklassigen Prima Divisione teil, die nach der Gründung der Serie A und Serie B in der Hierarchie um eine Ligastufe gefallen war. Mit einer mäßigen Platzierung im unteren Mittelfeld der Tabelle gelang der Klassenerhalt.

### Erstmaliger Aufstieg in die Serie B und die Folgezeit
In den folgenden vier Jahren etablierte sich der apulische Verein im oberen Tabellendrittel der Prima Divisione, bevor in der Spielzeit 1934/35 mit dem Gewinn des Girone G die Teilnahme an den Finalspielen um den Aufstieg in die Serie B folgte. Im Auswärtsspiel beim toskanischen Verein AC Siena konnte Taranto mit 3:1 gewinnen und errang somit den Gewinn der Meisterschaft der damals dritthöchsten Ligastufe und stieg zur Saison 1935/36 erstmals in die Serie B auf.
Dort konnte sich der Verein jedoch nur eine Spielzeit halten und stieg als Tabellenletzter wieder ab. Im Folgejahr gelang als Gewinner der Serie C die erneute Promotion für die zweithöchste Liga und erneut verfehlte der Verein danach den Klassenerhalt in der Serie B. Während der 1940er-Jahre nahm die Mannschaft erneut am Spielbetrieb der Serie C teil und wurde während des Zweiten Weltkriegs nach einer Fusion als U.S. Taranto weitergeführt und trat kurzzeitig auch als U.S. Arsenaltaranto in Erscheinung. In der Saison 1947/48 erreichte das Team mit dem dritten Rang in der Serie B die beste Platzierung der Vereinsgeschichte und lag drei Punkte hinter der US Palermo, die den Aufstieg in die höchste Spielklasse sicherstellte. Zwei Jahre später fiel der Verein als Drittletzter wieder eine Ligastufe zurück und trat danach bis zum Wiederaufstieg vier Jahre in der Serie C an. Im Jahr 1955 vollzog der Verein mit der Umbenennung in A.S. Taranto einen weiteren Namenswechsel. In den darauffolgenden fünf Jahren war der Verein durchgehend in der zweithöchsten Liga vertreten, nach der Saison 1959/60 folgte wieder der Abstieg in die Serie C. Taranto war danach neun Jahren in derselben Spielklasse aktiv.

### Iacovone und die Namensänderung des Heimstadions
Im Jahr 1969 gelang die erneute Promotion für die Serie B, da der US Casertana aufgrund sportlichen Betrugs sechs Punkte abgezogen wurden, und Taranto dadurch noch auf den ersten Platz vorstieß. Es folgten zwölf Jahre in Folge die Teilnahme am Ligabetrieb der zweithöchsten Liga. Während jener Zeit verfügte der Verein mit Franco Selvaggi über einen Offensivspieler, der 1982 mit der Squadra Azzurra den Weltmeistertitel gewann. Ebenfalls in die Geschichte ging der Angreifer Erasmo Iacovone ein, der im Jahr 1978 während seines Engagements bei Taranto bei einem Straßenverkehrsunfall verstarb und in der Folge das Heimstadion des Vereins nach ihm benannt wurde. Mit Cheftrainer Domenico Rosati stand zudem ein erfahrener Mann an der Seitenlinie, der auch Mannschaften aus der Serie A trainierte. Dennoch blieb dem Verein der Aufstieg in die höchste Spielklasse verwehrt, nach der Saison 1980/81 stieg die Mannschaft wieder in die nächsttiefere Ligastufe ab. Nach mehreren mäßigen Jahren mit diversen Auf- und Abstiegen wurde der Club 1985 auf den Namen Taranto F.C. umbenannt. Auch später vollzog der apulische Verein noch mehrere Namensänderungen, unter anderem im Jahr 2004, als die Umbenennung auf die Bezeichnung Taranto Sport beschlossen wurde.

### Insolvenz und Wiederaufstieg in die Profiligen, weitere Entwicklungen

Logo von Taranto Sport (2005–2009)

Nach der Saison 1992/93, die der Verein auf einem Abstiegsplatz in der Serie B beendet hatte, wurde dem Verein aufgrund seiner Insolvenz die Lizenz für die folgende Saison verweigert und zum Zwangsabstieg verurteilt. Nach der Neugründung als A.S. Taranto 1906 folgte die Einstufung durch den italienischen Verband in die fünftklassige Campionato Nazionale Dilettanti, die seit 2000 unter der Bezeichnung Serie D geführt wird. In der zweiten Saison nach der Neugründung gewann die Mannschaft die Meisterschaft der fünfthöchsten Ligastufe und war mit dem daraus resultierenden Aufstieg in die Serie C2 wieder im Profifußball vertreten. Nach zwei Jahren fiel Taranto nach dem verfehlten Ligaerhalt wieder ins Amateurlager zurück und konnte sich zur Saison 2001/02 wieder für die vierthöchste Liga qualifizieren. Ein Jahr später wurde der Durchmarsch in die Serie B nur knapp verfehlt. In den Finalspielen um die Promotion für die zweithöchste Spielklasse verlor die Mannschaft das Hinspiel mit 0:1 gegen Catania Calcio, das Rückspiel sieben Tage später endete torlos. Nach der Saison 2003/04 folgte der Rückfall in die vierte Ligastufe, da das Team in den Playout-Spielen gegen die US Fermana nur ein 1:1-Unentschieden erreichte und aufgrund der schlechteren Platzierung in der regulären Saison absteigen musste. Zwei Jahre später gelang nach einem Erfolg in den Aufstiegsplayoff der Wiederaufstieg in die dritthöchste Liga. In den Spielzeiten 2006/07 und 2007/08 war Taranto Sport auch an den Aufstiegsspielen zur Teilnahme am Ligabetrieb der Serie B vertreten, verlor jedoch gegen die US Avellino und im Folgejahr gegen die AC Ancona.
In der inzwischen in Lega Pro Prima Divisione umbenannten Liga platzierte sich die Mannschaft bisher auf soliden Mittelfeldrängen und sicherte sich ohne größere Probleme den Klassenerhalt. Im Sommer 2010 erfolgte erneut eine Namensänderung des Vereins, der als AS Taranto Calcio in Erscheinung trat. Nachdem in den beiden folgenden Saisons der Aufstieg in die Serie B erst in den Aufstiegsplayoffs verpasst wurde, verzichtete der Verein für die Saison 2012/13 auf eine Teilnahme an der dritthöchsten Spielklasse und setzte anschließend den Ligabetrieb unter dem Namen Taranto Football Club 1927 in der fünftklassigen Serie D fort.

## Erfolge
- Serie-D-Sieger: 1 (1994/95)

## Ehemalige Spieler
- Romeo Benetti
- Giancarlo Camolese
- Carmine Coppola
- Bortolo Mutti
- Christian Riganò
- Salvatore Pinna
- Marco Pisano
- Franco Selvaggi

## Ehemalige Trainer
- Zeffiro Furiassi
- Giuseppe Sabadini
- Lauro Toneatto
- Corrado Viciani